# Altenhaßlau (Linsengericht)
Altenhaßlau ist, vor Eidengesäß, Großenhausen (mit Waldrode), Geislitz (mit Hof Eich und Eichermühle) und Lützelhausen, der größte der fünf Ortsteile der Gemeinde Linsengericht im hessischen Main-Kinzig-Kreis.

## Geografie

### Geografische Lage
Der Ort liegt am nördlichen Rande des Sandsteinspessarts, auf 145 m über NHN. Der durch den Ort fließende Haßelbach, ist ein im östlich gelegenen Ortsteil Eidengesäß entspringendes Gewässer, das am nördlichen Rande von Altenhaßlau links in die Kinzig mündet. Die Hauptverkehrsstraße durch den Ort ist die Landesstraße 2306. Sie verbindet ihn nördlich in 1 km mit der Stadt Gelnhausen, Sudöstlich mit dem Ortsteil Geislitz.

### Nachbargemeinden
Die Nachbargemeinden sind im Uhrzeigersinn: Der Gelnhäuser Ortsteil Haitz im Nord-Osten, die vier Ortsteile: Eidengesäß im Osten, Geislitz in Süd-Ost, Großenhausen im Süden, Lützelhausen im Süd-Westen. Es folgen die Gelnhäuser Ortsteile Hailer und Meerholz im Westen und die Stadt Gelnhausen im Nord-Westen und Norden.
| Gelnhausen       | Gelnhausen                                  | Haitz      |
| Meerholz, Hailer | Kompassrose, die auf Nachbargemeinden zeigt | Eidengesäß |
| Lützelhausen     | Großenhausen                                | Geislitz   |

## Geschichte

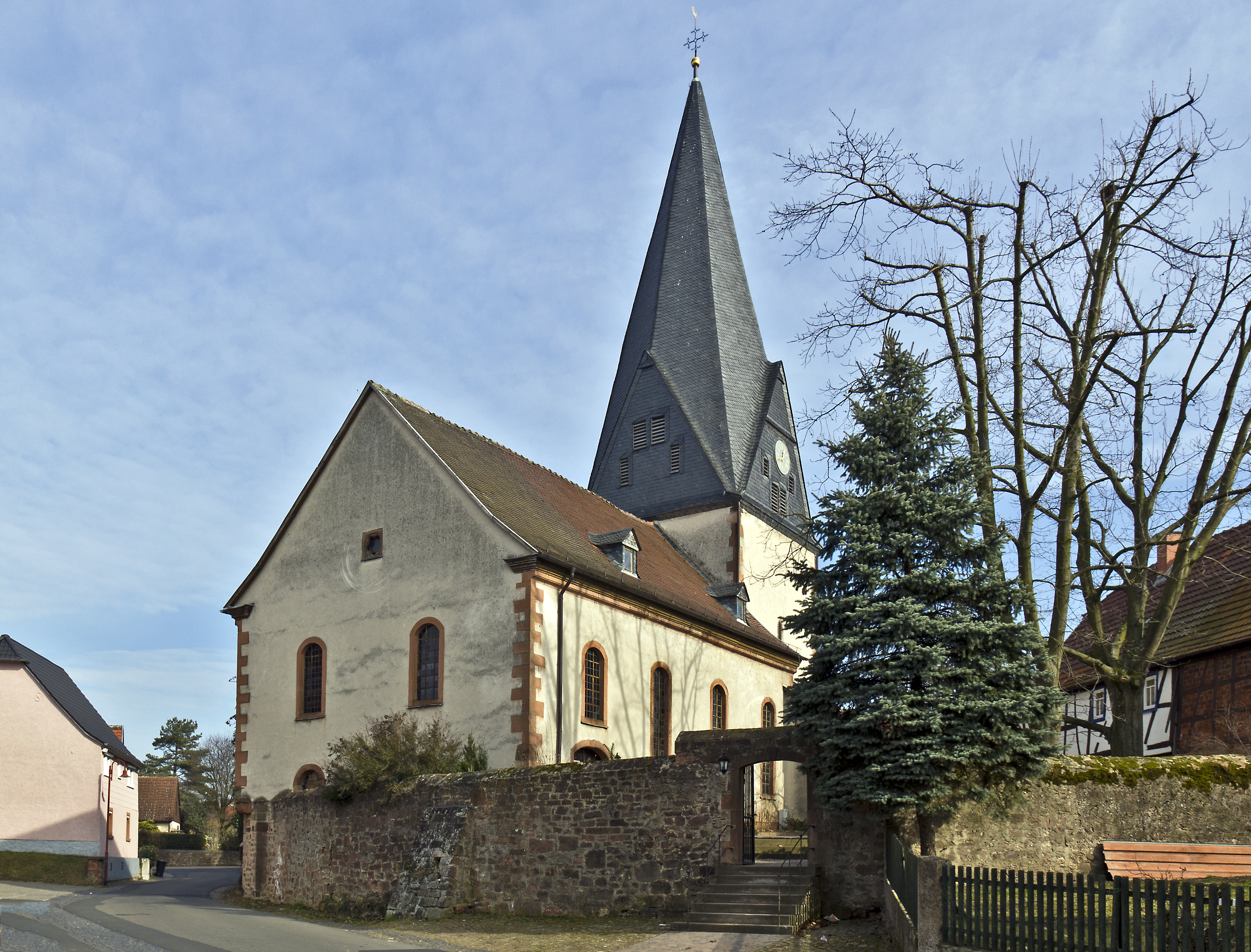
Evangelische Martinskirche

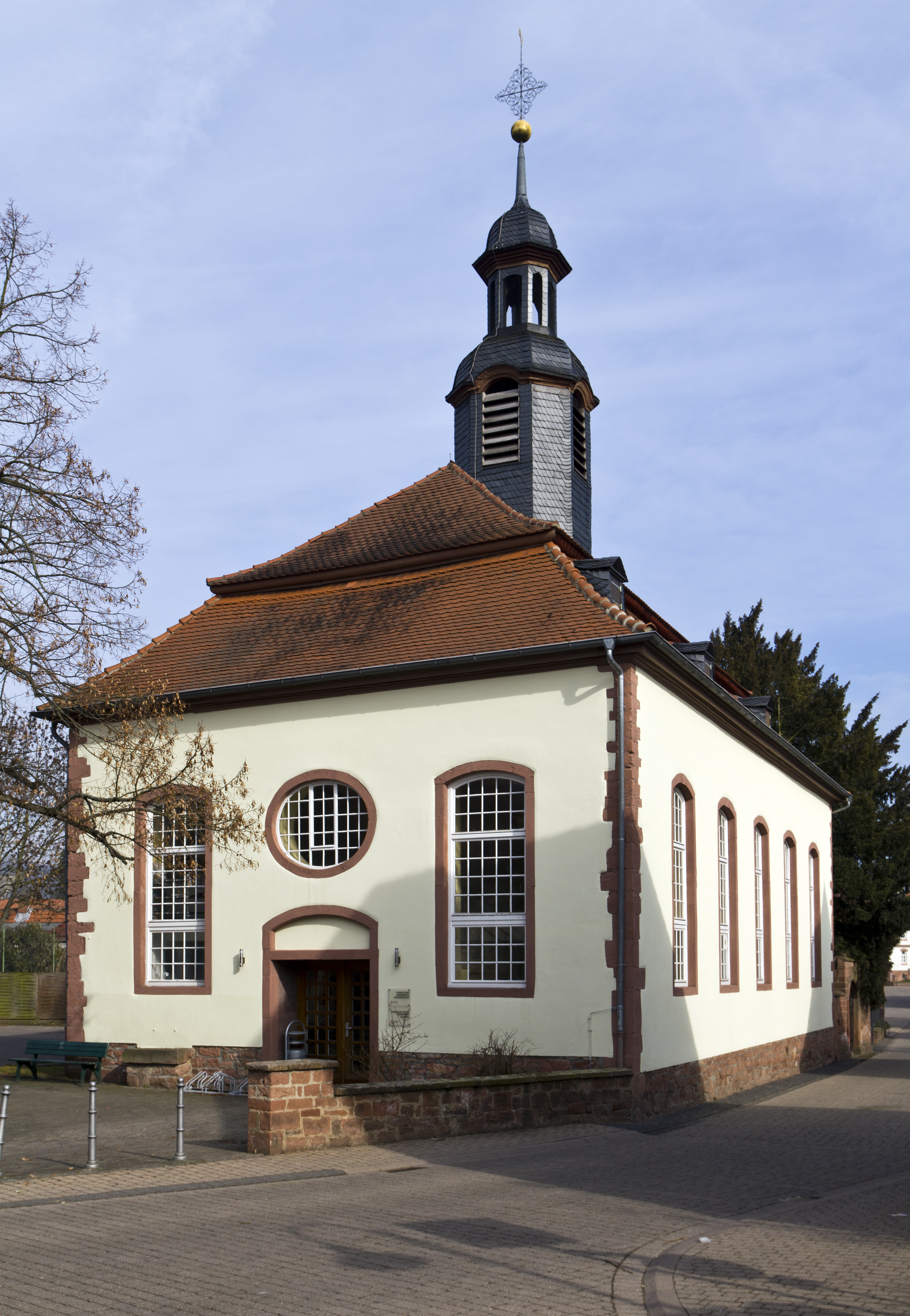
Ehemalige lutherische Reinhardskirche

### Ortsname
Die älteste bekannte schriftliche Erwähnung von Altenhaßlau erfolgte unter dem Namen Hasela im Jahr 1240. Damals vermachten Dietrich von Bardenhausen und seine Frau ihre Güter in Altenhaßlau dem Kloster Meerholz. Später wurde der Ort in erhaltenen Urkunden auch als Haselaha (1296) und Aldenhasela (1354) bezeichnet (in Klammern das Jahr der Erwähnung). Der lässt sich zurückführen auf „Hasel“ und „aha“, die keltische Bezeichnung für Wasser.

### Mittelalter und Neuzeit
Das Dorf war seit dem Mittelalter über Jahrhunderte hinweg Sitz des Gerichts Altenhaßlau, aus dem sich das Amt Altenhaßlau entwickelte, das zur Herrschaft Hanau, später zur Grafschaft Hanau und letztendlich zur Grafschaft Hanau-Münzenberg gehörte. Nach dem Tod des letzten Hanauer Grafen, Johann Reinhard III., 1736 erbte Landgraf Friedrich I. von Hessen-Kassel aufgrund eines Erbvertrages aus dem Jahr 1643 die Grafschaft Hanau-Münzenberg und damit auch Amt und Dorf Altenhaßlau. Das führte unter anderem dazu, dass das Dorf seine Mittelpunktfunktion zunehmend an die benachbarte – u. a. an Hessen-Kassel – verpfändete Reichsstadt Gelnhausen verlor, die seit 1746 ebenfalls vollständig zur Landgrafschaft gehörte. 1803 wurde die Landgrafschaft Hessen-Kassel zum Kurfürstentum Hessen erhoben. Während der napoleonischen Zeit stand das Amt Altenhaßlau ab 1806 zunächst unter französischer Militärverwaltung, gehörte von 1807 bis 1810 zum Fürstentum Hanau und von 1810 bis 1813 zum Großherzogtum Frankfurt, Departement Hanau. Anschließend fiel es wieder an das Kurfürstentum Hessen zurück, das auf dem Wiener Kongress 1815 wiederhergestellt wurde. 1821 kam das Dorf durch die Verwaltungsreform des Kurfürstentums Hessen zum neu gebildeten Kreis Gelnhausen. Mit der Annexion Kurhessens durch das Königreich Preußen nach dem verlorenen Krieg von 1866 wurde auch Altenhaßlau preußisch und kam zur Provinz Hessen-Nassau.
Hessische Gebietsreform
Mit der Gebietsreform in Hessen wurde zum 1. September 1970 die Großgemeinde Linsengericht durch den freiwilligen Zusammenschluss der vier bis dahin selbständigen Gemeinden Altenhaßlau, Eidengesäß, Geislitz und Großenhausen gegründet, und der Landkreis Gelnhausen ging dann am 1. Juli 1974 im neuen Main-Kinzig-Kreis auf. Für alle Ortsteile von Linsengericht wurden Ortsbezirke mit Ortsbeirat und Ortsvorsteher nach der Hessischen Gemeindeordnung gebildet.

### Verwaltungsgeschichte im Überblick
Die folgende Liste zeigt die Staaten und Verwaltungseinheiten, denen Altenhaßlau angehört(e):
- vor 1458: Heiliges Römisches Reich, Grafschaft Hanau, Amt Altenhaßlau
- ab 1458: Heiliges Römisches Reich, Grafschaft Hanau-Münzenberg, Amt Altenhaßlau
- ab 1643: Heiliges Römisches Reich, Landgrafschaft Hessen-Kassel (als Pfand), Grafschaft Hanau-Münzenberg, Amt Altenhaßlau
- ab 1803: Heiliges Römisches Reich, Landgrafschaft Hessen-Kassel, Fürstentum Hanau, Amt Altenhaßlau[Anm. 2]
- 1806–1810: Landgrafschaft Hessen-Kassel,[Anm. 3] Fürstentum Hanau, Amt Altenhaßlau
- 1807–1810: Kaiserreich Frankreich, Fürstentum Hanau, Amt Altenhaßlau (Militärverwaltung)
- 1810–1813: Großherzogtum Frankfurt, Departement Hanau, Distrikt Gelnhausen
- ab 1815: Kurfürstentum Hessen,[Anm. 4] Fürstentum Hanau, Amt Altenhaßlau[6]
- ab 1821/22: Kurfürstentum Hessen, Provinz Hanau, Kreis Gelnhausen[7][Anm. 5]
- ab 1848: Kurfürstentum Hessen, Bezirk Hanau
- ab 1851: Kurfürstentum Hessen, Provinz Hanau, Amt Altenhaßlau
- ab 1867: Königreich Preußen,[Anm. 6] Provinz Hessen-Nassau, Regierungsbezirk Kassel, Kreis Gelnhausen
- ab 1871: Deutsches Reich, Königreich Preußen, Provinz Hessen-Nassau, Regierungsbezirk Kassel, Kreis Gelnhausen
- ab 1918: Deutsches Reich,[Anm. 7] Freistaat Preußen, Provinz Hessen-Nassau, Regierungsbezirk Kassel, Kreis Gelnhausen
- ab 1944: Deutsches Reich, Freistaat Preußen, Provinz Nassau, Kreis Gelnhausen
- ab 1945: Amerikanische Besatzungszone,[Anm. 8] Groß-Hessen, Regierungsbezirk Wiesbaden, Landkreis Gelnhausen
- ab 1946: Amerikanische Besatzungszone, Hessen, Regierungsbezirk Wiesbaden, Landkreis Gelnhausen
- ab 1949: Bundesrepublik Deutschland, Hessen, Regierungsbezirk Wiesbaden, Landkreis Gelnhausen
- ab 1968: Bundesrepublik Deutschland, Hessen, Regierungsbezirk Darmstadt, Landkreis Gelnhausen
- ab 1970: Bundesrepublik Deutschland, Hessen, Regierungsbezirk Darmstadt, Landkreis Gelnhausen, Gemeinde Linsengericht[Anm. 9]
- ab 1974: Bundesrepublik Deutschland, Hessen, Regierungsbezirk Darmstadt, Main-Kinzig-Kreis, Gemeinde Linsengericht

## Bevölkerung

### Einwohnerstruktur 2011
Nach den Erhebungen des Zensus 2011 lebten am Stichtag dem 9. Mai 2011 in Altenhaßlau 3660 Einwohner. Darunter waren 261 (7,1 %) Ausländer. Nach dem Lebensalter waren 669 Einwohner unter 18 Jahren, 1644 zwischen 18 und 49, 732 zwischen 50 und 64 und 645 Einwohner waren älter. Die Einwohner lebten in 1581 Haushalten. Davon waren 501 Singlehaushalte, 423 Paare ohne Kinder und 489 Paare mit Kindern, sowie 141 Alleinerziehende und 27 Wohngemeinschaften. In 303 Haushalten lebten ausschließlich Senioren und in 1116 Haushaltungen lebten keine Senioren.

### Einwohnerentwicklung
Belegte Einwohnerzahlen sind:
- 1587: 27 Schützen, 7 Spießer, 2 Hellebarder, 1 Zimmermann = 37 Familien
- 1632: 30 Dienstpflichtige
- 1753: 71 christliche, 12 Jüdische Haushalte mit 240 Personen
- 1812: 87 Feuerstellen, 460 Seelen
- Gegen Ende des Zweiten Weltkriegs verdoppelte sich die Einwohnerzahl nahezu durch den Zustrom von Flüchtlingen und Vertriebenen.

| Altenhaßlau: Einwohnerzahlen von 1812 bis 2022 | Altenhaßlau: Einwohnerzahlen von 1812 bis 2022 | Altenhaßlau: Einwohnerzahlen von 1812 bis 2022 | Altenhaßlau: Einwohnerzahlen von 1812 bis 2022 | Altenhaßlau: Einwohnerzahlen von 1812 bis 2022 |
| --- | ---------------------------------------------- | ---------------------------------------------- | ---------------------------------------------- | ---------------------------------------------- |
| Jahr |                                                |                                                |                                                | Einwohner                                      |
| 1812 | 1812                                           |                                                | 460                                            | 460                                            |
| 1834 | 1834                                           |                                                | 568                                            | 568                                            |
| 1840 | 1840                                           |                                                | 548                                            | 548                                            |
| 1846 | 1846                                           |                                                | 611                                            | 611                                            |
| 1852 | 1852                                           |                                                | 588                                            | 588                                            |
| 1858 | 1858                                           |                                                | 528                                            | 528                                            |
| 1864 | 1864                                           |                                                | 558                                            | 558                                            |
| 1871 | 1871                                           |                                                | 579                                            | 579                                            |
| 1875 | 1875                                           |                                                | 617                                            | 617                                            |
| 1885 | 1885                                           |                                                | 711                                            | 711                                            |
| 1895 | 1895                                           |                                                | 670                                            | 670                                            |
| 1905 | 1905                                           |                                                | 875                                            | 875                                            |
| 1910 | 1910                                           |                                                | 906                                            | 906                                            |
| 1925 | 1925                                           |                                                | 987                                            | 987                                            |
| 1939 | 1939                                           |                                                | 1.156                                          | 1.156                                          |
| 1946 | 1946                                           |                                                | 1.712                                          | 1.712                                          |
| 1950 | 1950                                           |                                                | 1.890                                          | 1.890                                          |
| 1956 | 1956                                           |                                                | 2.223                                          | 2.223                                          |
| 1961 | 1961                                           |                                                | 2.679                                          | 2.679                                          |
| 1967 | 1967                                           |                                                | 2.769                                          | 2.769                                          |
| 1970 | 1970                                           |                                                | 2.856                                          | 2.856                                          |
| 1981 | 1981                                           |                                                | 3.300                                          | 3.300                                          |
| 1990 | 1990                                           |                                                | ?                                              | ?                                              |
| 2000 | 2000                                           |                                                | ?                                              | ?                                              |
| 2011 | 2011                                           |                                                | 3.660                                          | 3.660                                          |
| 2022 | 2022                                           |                                                | 3.674                                          | 3.674                                          |
| Datenquelle: Historisches Gemeindeverzeichnis für Hessen: Die Bevölkerung der Gemeinden 1834 bis 1967. Wiesbaden: Hessisches Statistisches Landesamt, 1968. Weitere Quellen: LAGIS; Gemeinde Linsengericht; Zensus 2011 |                                                |                                                |                                                |                                                |

### Historische Religionszugehörigkeit
| • 1885: | 0637 evangelische (= 89,59 %), 44 katholische (= 6,19 %), 30 jüdische (= 4,22 %) Einwohner |
| • 1961: | 1853 evangelische (= 69,17 %), 782 katholische (= 29,19 %) Einwohner                       |

## Politik

### Ortsbeirat
Für Altenhaßlau besteht ein Ortsbezirk (Gebiete der ehemaligen Gemeinde Altenhaßlau) mit Ortsbeirat und Ortsvorsteher nach der Hessischen Gemeindeordnung.
Der Ortsbeirat besteht aus acht Mitgliedern. Bei den Kommunalwahlen in Hessen 2021 betrug die Wahlbeteiligung zum Ortsbeirat 52,40 %. Dabei wurden gewählt: je drei Mitglieder der SPD und der CDU und , zwei Mitglieder der „Freien Wähler Linsengericht“. Der Ortsbeirat wählte Werner Fischer (CDU) zum Ortsvorsteher.

### Wappen
Blasonierung: „In goldenem Schild ein gotisches Rotes A.“ Das Recht zur Führung eines Wappens wurde der Gemeinde Altenhaßlau am 30. Januar 1951 durch das Hessische Innenministerium verliehen.
Frühere Darstellungen zeigten ein Schild mit einem Sparren und einem Schildhaupt, die zusammen den Buchstaben A ergaben. Später wurden beide gekürzt und zu einem gotischen A, dem Anfangsbuchstaben des Ortes vereint. Die Farben Rot und Gold gehen auf die Grafschaft Hanau zurück.

### Gemeindepartnerschaften
1965 wurde eine Partnerschaft mit dem Ort St. Etienne du Bois in Frankreich eingegangen.

## Öffentliche Einrichtungen

### Freiwillige Feuerwehr
Die Freiwillige Feuerwehr Altenhaßlau wurde 1880 gegründet. Am 19. September 1969 folgte die Gründung  einer Jugendfeuerwehr. Einsatz- und Gefahrenschwerpunkte sind:
- Technische Hilfeleistung VU,
- Gewerbe- und landwirtschaftliche Betriebe,
- Behindertenwohnheim und –schule.

Die Einsatzabteilung besteht (Stand 2023) aus 42 Frauen und Männern. Die Jugendfeuerwehr Altenhaßlau zählt 26 Einsatzkräfte.

### Weiteres
- Behindertenwerk Main-Kinzig – Barbarossa-Werkstatt, Einrichtung zur Behindertenförderung, seit 1973.
- Haus der Vereine, früher Alte Schule

## Wirtschaft und Infrastruktur

### Wirtschaft
Die Landwirtschaft verlor seit den 1980er Jahren immer mehr an Bedeutung und wurde als wichtigster Arbeitgeber von der Industrie abgelöst. In Altenhaßlau und dem unmittelbar benachbarten Gelnhausen entwickelten sich mehrere Gewerbegebiete wie z. B. in der Lagerhausstraße / Baumschulenstraße. Später kamen die Gewerbegebiete Vogelsbergstraße und Im Niederfeld hinzu. Das größte Gewerbegebiet ist das „An der Wann“. In Altenhaßlau ansässig sind Autohäuser, Bauunternehmen sowie produzierendes Gewerbe und mehrere Supermärkte. Altenhaßlau verfügt über zwei Apotheken, ein Hausarztzentrum und einige niedergelassener Ärzte.

### Nahverkehr
Ganzjährig verkehrt die Buslinie MKK-63, des KVG und schafft öffentlichen Verkehrsanschluss zu allen Ortsteilen der Gemeinde Linsengericht, nach Gelnhausen und an die Kinzigtalbahn (Hessen) (Bahnhof Gelnhausen) sowie ins Freigericht. Es gilt der Tarif des Rhein-Main-Verkehrsverbundes.

## Kultur und Sehenswürdigkeiten

### Kindertagesstätten
- Kindergarten Altenhaßlau – „Hasselbachzwerge“ ist eine integrative Kindertagesstätte. Die Kita bietet, in vier Gruppen, Platz für bis zu 75 Kinder, die von 12 pädagogischen Fachkräften betreut werden.
- Montessori Kinderhaus hat Platz für bis zu 20 Kindern[15]

### Schulen

#### Grund- und Hauptschulen
Grund- und Hauptschulen in der Gemeinde sind:
- Hasela-Grundschule, früher Grund- und Hauptschule Altenhaßlau,
- Martinsschule, eine Förderschule für den Schwerpunkt geistiger Entwicklung, seit 1980[16]
- Brentano-Schule mit den Abteilungen: Förderschule mit Schwerpunkt Lernen, Förderschule mit Schwerpunkt Sprachheil-Förderung, sowie das Beratungs- und Förderzentrum
- Montessori-Schule[17]

#### Weiterführende Schulen
Weiterführende Schulen in der Region sind:
- Kopernikusschule im Freigericht, eine Kooperative Gesamtschule,
- Käthe-Kollwitz-Schule Langenselbold, eine Integrierte Gesamtschule,
- Alteburg-Schule in Kassel, eine Haupt- und Realschule,
- Grimmelshausen-Gymnasium Gelnhausen, ein Gymnasium mit Mittagsbetreuung.

### Vereine
In Altenhaßlau prägen zahlreiche Vereine das kulturelle und das gesellschaftliche Leben. Unter ihnen sind:
- 1. LCV "Die Haselnüß" e. V.
- belcanto Linsengericht e. V.
- Brieftaubenverein "Treu zur Hasselbach"
- Chorgemeinschaft Altenhaßlau e. V.
- Folkloregruppe Linsengericht e. V.
- Förderverein der Hasela Grundschule e. V.
- Förderverein Martinskirche Altenhaßlau e. V.
- Freiwillige Feuerwehr Altenhaßlau e. V.
- Freizeitclub "Panik Group"
- Heimat- und Geschichtsverein Linsengericht e. V.
- Jungs von der Linde
- KSG-Fidelio Altenhaßlau e. V.
- Landfrauenverein Altenhaßlau
- Ökumenischer Kirchenchor
- Radio-Museum Linsengericht e. V.
- Reit- und Fahrverein Linsengericht
- Schützengilde 1926 Altenhaßlau e. V.
- Tennisclub Rot-Weiss Linsengericht 1973 e. V.
- Turnverein 1894 Altenhaßlau e. V.
- VdK Linsengericht-Altenhaßlau

Hinzu kommen übergeordnete Vereine, die Linsengericht insgesamt umfassen.

### Dorfmuseum
Einen umfangreichen Einblick in das dörfliche Leben bietet das Dorfmuseum. Gerätschaften aus Landwirtschaft, Haushalt und dem im Dorf angesiedelten Handwerk, wie z. B. Schmied, Schuster oder Wagner sind Inhalte der Sammlung. Die technische Entwicklung in der Landwirtschaft im 20. Jahrhundert wird ebenso thematisiert, wie die Wohnkultur.

### Bauwerke
- Die evangelische Martinskirche aus dem 13. Jahrhundert wurde erstmals 1402 erwähnt. In der mittelalterlichen Kirchenorganisation gehörte die Kirche zum Archidiakonat von St. Peter und Alexander in Aschaffenburg und dessen Landkapitel Rodgau. Die Martinskirche war nach der zweiten Reformation durch Graf Philipp Ludwig II. von Hanau-Münzenberg ab 1597 die reformierte Kirche des Ortes.

- Für die Lutheraner wurde 1724–1726 aus einem Jagdzeughaus des Hanauer Grafen Johann Reinhard III. eine eigene Kirche, die Reinhardskirche, durch den Baumeister Christian Ludwig Hermann errichtet. Sie ist heute ein Gemeindehaus. Sie war funktionslos geworden, nachdem mit der Hanauer Union die beiden protestantischen Kirchen der Grafschaft Hanau-Münzenberg vereinigt worden waren.

- Die Römisch-katholische Kirche St. Johannes Apostel entstand erst 1963/64 aufgrund des Zustroms von Vertriebenen nach dem Zweiten Weltkrieg.
- 1968/69 errichtete die Gemeinde ein Feuerwehrhaus.

### Kulturdenkmäler
Siehe Liste der Kulturdenkmäler in Linsengericht-Altenhaßlau

## Persönlichkeiten

### Söhne und Töchter der Gemeinde
- Ritter Konrad Schlehdorn von Hasela (um 1250) und seine Frau Luckard lebten auf dem Schlehdornhof.
- Marie Hassenpflug (* 27. Dezember 1788 in Altenhaßlau; † 21. November 1856 in Kassel), deutsche Märchenerzählerin, wohnte bis 1789 mit ihren Eltern und Geschwistern im Amtshaus Altenhaßlau.
- Karl Glöckner (auch „Opa Glöckner“ genannt) (* 28. Dezember 1845 in Eidengesäß - † 1953) war in seinen letzten Lebensjahren der älteste Bewohner Deutschlands. Nach ihm ist die Karl-Glöckner-Straße in Eidengesäß benannt, in der er ab seinem zweiten Lebensjahr wohnte. In der Zehntscheune von Linsengericht hängt ein Porträt von ihm, das 1952, in seinem 107. Lebensjahr, ein Jahr vor seinem Tode, von Wilhelm Eidam gemalt wurde.[19]
- Richard Bayha (* 15. März 1929 in Altenhaßlau; † 3. November 1993 in Bonn), deutscher Politiker (CDU).

### Personen mit Bezug zur Gemeinde
- Johannes Hassenpflug (* 9. August 1755 in Dorheim; †  9. Juli 1834 in Kassel), hessen-kasselischer Verwaltungsbeamter, Vorsteher des Amtes Altenhaßlau.
- Carl Friedrich Buderus von Carlshausen (* 22. Februar 1759 in Büdingen; † 5. August 1819 in Hanau) war der Gutsherr des Ritterguts Carlshausen in Altenhaßlau und Finanzbeamter des Landgrafen Wilhelm IX. von Hessen-Kassel, des späteren Kurfürsten Wilhelm I. von Hessen-Kassel.
- Fredéric Armand Strubberg (* 18. März 1806 in Kassel; † 3. April 1889 in Altenhaßlau) war ein deutscher Amerikareisender und Schriftsteller.